# Серравалле-Пістоїєзе
Серравалле-Пістоїєзе (італ. Serravalle Pistoiese) — муніципалітет в Італії, у регіоні Тоскана,  провінція Пістоя.
Серравалле-Пістоїєзе розташоване на відстані близько 270 км на північний захід від Рима, 36 км на захід від Флоренції, 8 км на південний захід від Пістої.
Населення — 11 646 осіб (2014).

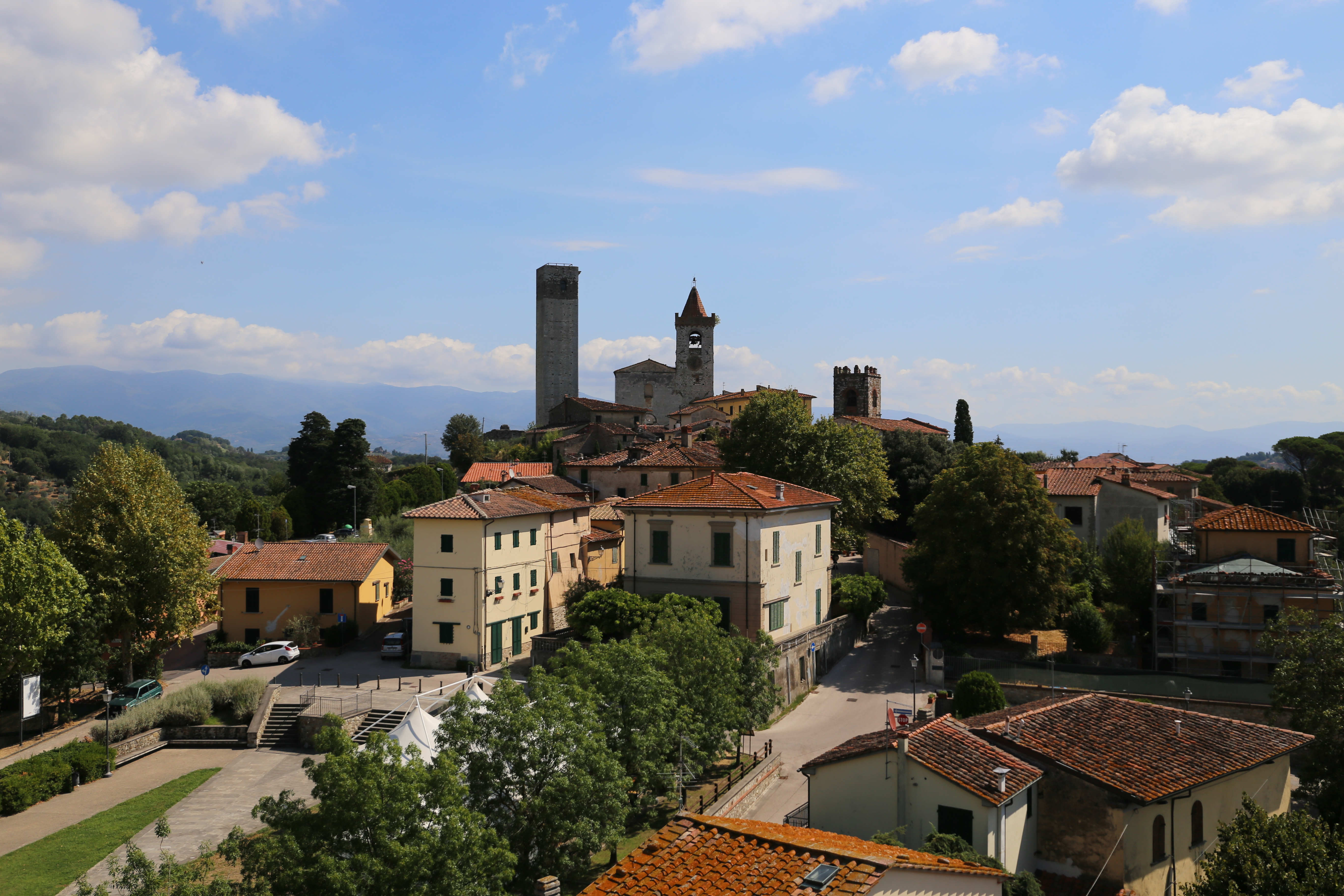

Щорічний фестиваль відбувається 19 серпня. Покровитель — San Lodovico di Tolosa.

## Демографія
Населення за роками:

Станом на 1 січня 2023 року в муніципалітеті офіційно проживало 879 іноземців з 57 країн, серед них 187 громадян країн Євросоюзу та 9 громадян України.

## Сусідні муніципалітети
- Лампореккьо
- Ларчано
- Марліана
- Монсуммано-Терме
- Монтекатіні-Терме
- П'єве-а-Нієволе
- Пістоя
- Куаррата